# Смит, Терай
Терай Смит (англ. Teray Smith; род. 28 сентября 1994, Фрипорт) — багамский легкоатлет, специалист по бегу на короткие дистанции. Выступал на профессиональном уровне в 2010—2021 годах, обладатель серебряной медали Игр Содружества, победитель и призёр ряда крупных международных стартов, участник летних Олимпийских игр в Рио-де-Жанейро.

## Биография
Терай Смит родился 28 сентября 1994 года во Фрипорте, Багамские Острова.
Занимался лёгкой атлетикой во время учёбы в Обернском университете, в составе университетской легкоатлетической команды «Оберн Тайгерс» регулярно принимал участие в различных студенческих соревнованиях в США. Впоследствии проходил подготовку в команде MVP International в Бока-Ратон. Приходится племянником известному тренеру Генри Роллу.
Впервые заявил о себе на международном уровне в сезоне 2010 года, когда вошёл в состав багамской сборной и выступил на Carifta Games в Джорджтауне — на дистанциях 100 и 200 метров.
В 2012 году на Carifta Games в Гамильтоне выиграл бронзовую и золотую медали среди юниоров в беге на 200 метров и в эстафете 4×100 метров соответственно. На юниорском первенстве Центральной Америки и Карибского бассейна в Сан-Сальвадоре завоевал золотую награду в дисциплине 100 метров и серебряную награду в эстафете 4×100 метров. На юниорском мировом первенстве в Барселоне дошёл до полуфинала на 100-метровой дистанции, был седьмым в дисциплине 200 метров и шестым в эстафете 4×100 метров.
На домашних Carifta Games 2013 года в Нассау стал шестым в беге на 100 метров, превзошёл всех соперников в беге на 200 метров.
В 2014 году на Играх Содружества в Глазго дошёл до полуфинала в 200-метровом беге, занял пятое место в эстафете 4×100 метров.
В 2015 году среди прочего стартовал на Панамериканских играх в Торонто, на чемпионате NACAC в Сан-Хосе и на чемпионате мира в Пекине.
Благодаря череде успешных выступлений в 2016 году удостоился права защищать честь страны на летних Олимпийских играх в Рио-де-Жанейро — на предварительном квалификационном этапе 200 метров показал время 20,66, чего оказалось недостаточно для выхода во второй раунд соревнований.
На чемпионате мира 2017 года в Лондоне стартовал в беге на 200 метров и эстафете 4×100 метров, в обоих случаях не смог преодолеть предварительные этапы.
В 2018 году на Играх Содружества в Голд-Косте дошёл до полуфинала в дисциплине 200 метров и стал серебряным призёром в эстафете 4×400 метров. На чемпионате NACAC в Торонто так же получил серебро в программе эстафеты 4×400 метров.
Завершил спортивную карьеру по окончании сезона 2021 года.